# Giełda Papierów Wartościowych w Malawi
Giełda Papierów Wartościowych w Malawi, Malawi Stock Exchange (MSE) – giełda papierów wartościowych działająca od 1994 roku. Rozpoczęła obrót akcjami w listopadzie 1996 roku, wraz z pierwszym notowaniem spółki National Insurance Company Limited. Przedtem umożliwiała wtórny obrót papierami skarbowymi rządu Malawi (bony skarbowe, obligacje krajowe). MSE działa na podstawie licencji udzielonej na mocy ustawy o usługach finansowych z 2010 roku, a jej działalność regulują również ustawa o papierach wartościowych z 2010 roku oraz ustawa o spółkach z 2013 roku. Główne funkcje MSE to pośrednictwo między podmiotami pozyskującymi i oferującymi kapitał, organizacja rynku obrotu papierami wartościowymi, nadzór nad transakcjami i firmami członkowskimi oraz udostępnianie informacji rynkowych i komunikatów spółek notowanych. Prowadzi trzy platformy: główną – dla dużych spółek, alternatywną – dla MŚP i rynek dłużny – dla emisji instrumentów dłużnych .